# Ярцев, Николай Николаевич
Николай Николаевич Ярцев (род. 20 августа 1963, Лисичанск) — советский, российский военный лётчик, полковник; Герой России (2000).

## Биография
В 1980—1984 гг. учился в Сызранском высшем военном авиационном училище лётчиков, затем служил в Военно-воздушных силах Забайкальского военного округа и Центральной группы войск.
С августа 1987 по май 1988 года участвовал в боевых действиях в Афганистане (провинция Джелалабад) в составе 335-го отдельного вертолётного полка. Выполнил 178 боевых вылетов на вертолёте Ми-24; был награждён орденом Красной Звезды.
В 1993 году участвовал в боевых действиях в Таджикистане, в 1997 году — на чеченско-дагестанской границе.
В 1997 году окончил Военно-воздушную академию имени Ю. А. Гагарина. С 1999 года — заместитель командира отдельного вертолётного полка Северо-Кавказского военного округа.
В августе 1999 года участвовал в уничтожении бандформирований на территории Дагестана. Первым в полку стал выполнять ночные боевые вылеты в условиях горной местности, обучил этому других лётчиков. 8 августа на вертолёте Ми-24 в экипаже с лётчиком-оператором майором А. Будником выполнял полёт на поддержку сухопутных войск; в район Ботлиха обнаружил и уничтожил зенитную установку боевиков. 10 августа уничтожил миномёт противника и семерых бандитов.
Указом Президента Российской Федерации от 6 мая 2000 года за мужество и отвагу, проявленные в чрезвычайных обстоятельствах при ликвидации незаконных вооружённых формирований в Северо-Кавказском регионе, подполковнику Ярцеву Николаю Николаевичу присвоено звание Героя Российской Федерации с вручением медали «Золотая Звезда» (№ 648).
Летом 2002 года участвовал в разгроме банды Гелаева в районе села Галашки (Ингушетия). С декабря 2003 по февраль 2005 года — командир 487-го вертолётного полка (Будённовск, Ставропольский край). С марта 2005 года — заместитель начальника, с октября 2009 года — начальник Сызранского высшего военного авиационного училища лётчиков — филиала Военного учебно-научного центра имени профессора Н. Г. Жуковского и Ю. А. Гагарина (до декабря 2011 года). Присвоено воинское звание полковник.
В 2011 г. против Н. Н. Ярцева было возбуждено уголовное дело по статье 286 УК РФ, которое в 2012 г. передано в Главное военно-следственное управление России. По состоянию на январь 2013 г. продолжает службу в ВВС.
6 марта 2015 года Самарский военный гарнизонный суд осудил Ярцева на два года лишения свободы и два года условно. В связи с амнистией осужденный был освобожден в зале суда. Также полковник Ярцев должен возместить потерпевшим причиненный им ущерб.

## Награды
- медаль «Золотая Звезда» Героя России (2000)
- орден Красной Звезды
- орден Мужества
- медаль ордена «За заслуги перед Отечеством» (с мечами)
- медаль «За боевые заслуги»
- медали.